# Список міністрів закордонних справ Вірменії

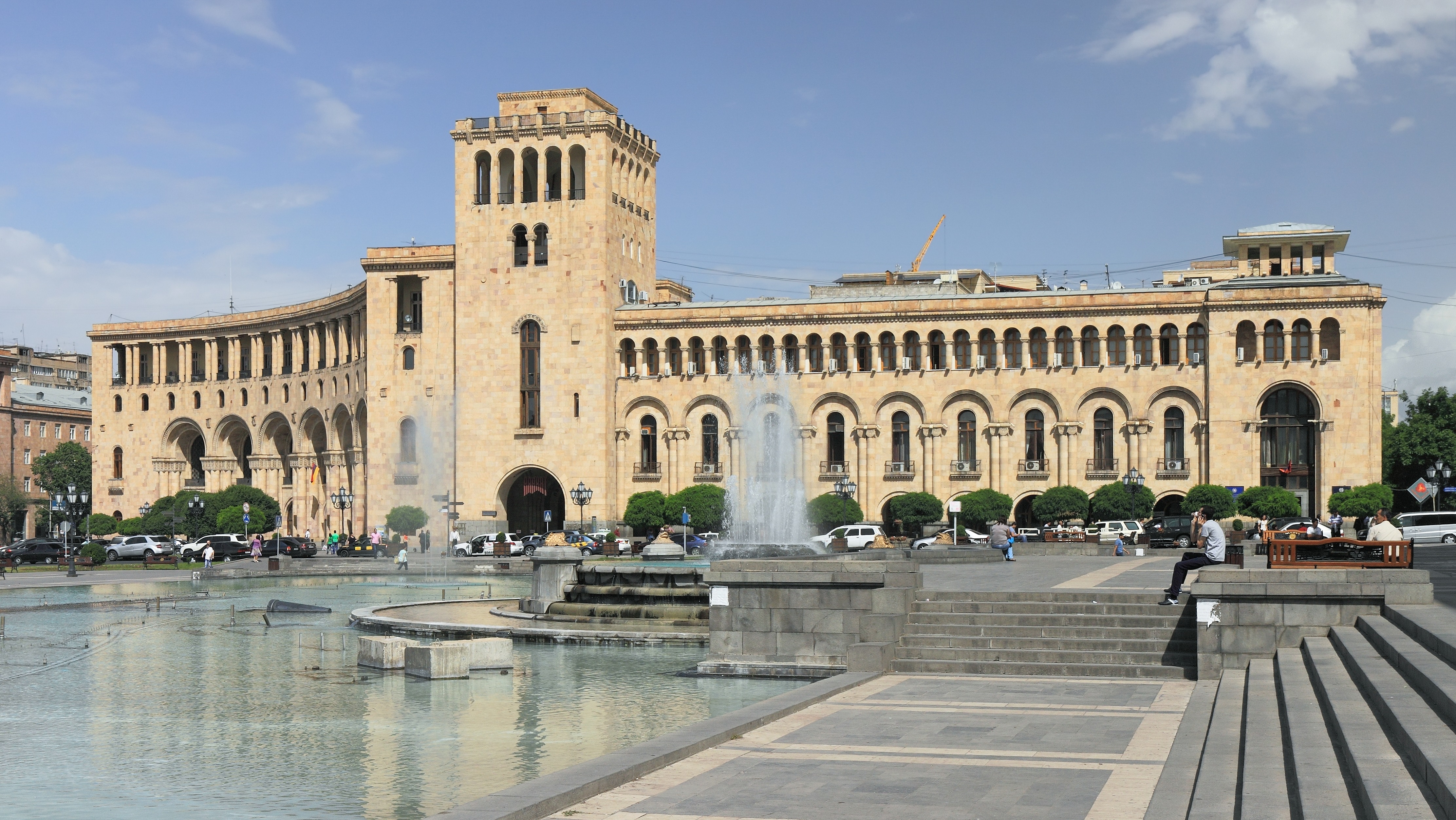
Будівля Міністерства закордонних справ Вірменії

## Міністри закордонних справ Вірменії
1. Єгіазарян Ашот Єремович (1989—1991)
2. Ованнісян Раффі Річардович (1991—1992)
3. Кіракосян Арман Джонович (1992—1993)
4. Папазян Ваган Акопович (1993—1996)
5. Арзуманян Олександр Робертович (1996—1998)
6. Осканян Вардан Мінасович (1998—2008)
7. Налбандян Едвард Агванович (2008—2018)
8. Мнацаканян Зограб Грачевич (2018—2020)
9. Айвазян Ара Генрійович (2020—2021)
10. Григорян Армен Валерійович (в.о.) (2021)
11. Мірзоян Арарат Самвелович (з 19 серпня 2021)